# Bolfiar
Bolfiar é uma pequena aldeia da freguesia de Águeda e Borralha, município de Águeda, distrito de Aveiro na Região Centro de Portugal, província da Beira Litoral e Região de Aveiro. Tem um Parque fluvial e o Miradouro do Cabeço Santo.[carece de fontes?]
Inclui o lugar de Cabeço Santo e, portanto, tem um total de 178 habitantes (2021).